# سفر سفري
سفر سفري (بالألبانية: Sefer Seferi‏) مواليد 5 مارس 1979، هو ملاكم محترف ألباني. وهو شقيق الملاكم نوري سفري.

## مسيرته في الملاكمة
ولد سفري في غوستيفار في جمهورية يوغوسلافيا الاشتراكية الاتحادية (الآن مقدونيا)، وهو من أصل ألباني. أثناء وجوده في يوغوسلافيا بدأ هو وشقيقه نوري في المصارعة، وهي رياضة تنافس فيها جدهما باحتراف. في عام 1992 هربت الأسرة من غوستيفار وانتقلت إلى برجدورف في سويسرا. كلا الأخوين لعبوا الملاكمة للمساعدة في الاندماج في المجتمع السويسري.
ظهر سفري لأول مرة احترافية في مايو 2007 في قسم وزن الطواف. على مدى السنوات التسع التالية، حقق رقما قياسيا حيث فاز بالضربة القاضية في 22 نزالا.
في 17 سبتمبر 2016 تنافس سفري على لقب الوزن الثقيل ضد مانويل شار، حيث قام سفري بخطوة نحو الوزن الثقيل للمرة الأولى، لكنه هزم بعد 10 جولات، وانتهى سجل انتصارات سفري الذي لم يهزم.
في 20 مايو 2018 تم الإعلان عن سفري كأول خصم لعودة بطل الوزن الثقيل السابق والخطير تايسون فيوري، ومن المقرر أن يدور النزال في 9 يونيو في قاعة مانشستر أرينا. سيكون النزال هو الأول لفيوري منذ فوزه على فلاديمير كليتشكو ليصبح بطلاً قبل أكثر من عامين ونصف في نوفمبر 2015. في أبريل 2018 قبل عدة أسابيع من الإعلان عن خصم فيوري، ذكرت العديد من الصحف أن سفري قد تم اختياره، ونقلت عن سفري قوله: «هذا سيجعل حلمي يتحقق. لم أفكر أبدا أنه سيكون لدي الفرصة للوقوف ضد فيوري، فهو قدوتي. فيوري هو أسطورة الملاكمة في القرن الحادي والعشرين. إنه طويل القامة، وله وزن وقوة ولكنه يتحرك بسهولة، وقد هزم كليتشكو. فيوري دب».

## إحصائيات
خاض خلال مسيرته 28 نزالا، فاز في 24 وتعادل في نزالٍ واحد وخسر في 3 نزالات. فاز بالضربة القاضية في 22 نزالا.

## سجل المنافسات
فاز سفر سفري في جميع النزالات التي خاضها، وفاز في 22 نزالا بالضربة القاضية، ولم يخسر إلا في ثلاثة نزالات وتعادل في نزال واحد:
| ت | النتيجة | النقاط | الخصم                    | التاريخ        | المكان                           |
| - | ------- | ------ | ------------------------ | -------------- | -------------------------------- |
| 1 | خسر     | 23-3-1 | كيفن ليرينا [الإنجليزية] | 21 سبتمبر 2019 | جنوب أفريقيا                     |
| 2 | تعادل   | 23-2-1 | فرات أرسلان              | 17 نوفمبر 2018 | غوبينغن، بادن-فورتمبيرغ، ألمانيا |
| 3 | خسر     | 23-2   | تايسون فيوري             | 9 يونيو 2018   | المملكة المتحدة                  |
| 4 | خسر     | 21-1   | مانويل شار               | 17 سبتمبر 2016 | ألمانيا                          |